# Mateo Aimerich
‎Mateo Aimerich, španski teolog, jezuit in filozof, * 1715, Bordils, † 1799, Ferrara.
Učil je na več jezuitskih kolegijih, bil rektor Jezuitskega kolegija v Barceloni in v Cerveri ter veliki kancler Univerze v Gandii.